# 김상을
김상을(金商乙, 1918년 7월 12일 ~ 1991년 7월 13일)은 대한민국 독립운동가이다. 아명(兒名)은 김명수(金銘守)이며 호(號)는 한산(韓山).

## 주요 이력
충청남도 서천(舒川)에서 출생한 그는 중화민국 베이핑으로 망명하여 한국청년전지공작원과 함께 접선되어 활동하던 중 1940년 11월 대한광복군 제2지대에 입대하였다. 그는 주로 베이핑에서 상주하면서 전후방 연락, 동지초모공작, 지하공작 등의 책임자 등으로 활동하였다. 1945년 8월 한미합작 특수훈련인 "OSS 훈련 정보 교육 과정 예하 지뢰 전투 파괴반"을 수료하고 국내 정진군 전라남북도반 제1조에 편성되어 활동하던 중 조선 광복을 맞이하였다.

## 서훈
대한민국 정부에서는 그의 공훈을 기리기 위하여 1977년 8월 15일 기하여 대한민국 건국포장을, 1990년 3월 1일을 기하여 대한민국 건국훈장 애국장을 각각 수여하였다. 